# 전자기 퍼텐셜
전자기 퍼텐셜(電磁氣potential, electromagnetic potential)은 전기 (스칼라) 퍼텐셜과 자기 (벡터) 퍼텐셜로 이루어진 사차원 벡터다. 즉 그 성분 {\displaystyle A^{\mu }}는 다음과 같다.
{\displaystyle A^{\mu }=(\phi /c,\mathbf {A} )}.
여기서
- {\displaystyle \phi }는 스칼라 전기 퍼텐셜 (전위)
- {\displaystyle \mathbf {A} }는 벡터 자기 퍼텐셜
- {\displaystyle c}는 빛의 속도다.

이에 따라, 전기장과 자기장으로 구성된 전자기장 텐서 {\displaystyle F_{\mu \nu }}는 다음과 같다.
{\displaystyle F_{\mu \nu }=\partial _{\mu }A_{\nu }-\partial _{\nu }A_{\mu }}.

## 참고 문헌
- Griffiths, David J. (1999). 《Introduction to Electrodynamics》 (영어). Addison-Wesley. ISBN 978-0138053260.
- Jackson, J. D. (1962, 1975, 1998). 《Classical Electrodynamics》 (영어). New York: John Wiley & Sons. ISBN 978-0-471-30932-1. OCLC 535998. 2013년 8월 21일에 원본 문서에서 보존된 문서. 2012년 8월 17일에 확인함.

## 같이 보기
- 예피멘코 방정식
- 사차원 벡터